# Liste der Kulturdenkmäler in Darscheid
In der Liste der Kulturdenkmäler in Darscheid sind alle Kulturdenkmäler der rheinland-pfälzischen Ortsgemeinde Darscheid aufgeführt. Grundlage ist die Denkmalliste des Landes Rheinland-Pfalz (Stand: 17. Juli 2023).

## Einzeldenkmäler
| Bezeichnung       | Lage                  | Baujahr | Beschreibung                                     | Bild            |
| ----------------- | --------------------- | ------- | ------------------------------------------------ | --------------- |
| Bahnhof Darscheid | Bahnhofstraße 14 Lage | 1906    | ehemaliger Bahnhof, Typenbau, angeblich von 1906 | Fotos hochladen |